# مطار النزهة
مطار النزهة هو مطار مُغلق يبعد عن وسط مدينة الإسكندرية حوالي 6 كم في الاتجاه الجنوبي الشرقي، كان يمثل المطار أهمية كبيرة للإسكندرية باعتبارها ثاني أكبر مدينة في مصر بعد العاصمة القاهرة، يرجع تاريخ إنشاء مطار النزهة إلى عام 1947، تبلغ مساحة أرض المطار حوالي 650 فدان، في عام 2008 خدم المطار ما يقارب 1,162,987 راكباً بزيادة 46.3% عن عام 2007، تم إغلاق المطار في عام 2011 ثم تم الإعلان لاحقاً عن إغلاقه بشكل نهائي بعد تجديده بتكلفة تجاوزت 360 مليون جنيه، حيث صَرح الرئيس السيسي في جلسة: "أحدثكم بكل صراحة، لن نستطيع إستخدام مطار الإسكندرية لعدة أسباب اعفونى من ذكرها".

## الإغلاق
تم الإعلان عن مشروع لتطوير مطار النزهة بتكلفة 280 مليون جنيه مصري، ويشمل المشروع تطوير مبنى الركاب، ورفع السعة الإجمالية له من نصف مليون راكب إلي مليوني راكب سنوياً، وكان مخططًا أن يتم افتتاح المطار عام 2017. ثم تم الإعلان في وقت لاحق عن إغلاق المطار بشكل نهائي.